# Thielska galleriet
Thielska galleriet (pol. Galeria Sztuki imienia Thiela) – państwowa galeria sztuki położona na wyspie Djurgården w Sztokholmie. Powstała w 1926 roku na bazie kolekcji dzieł sztuki zgromadzonych na przełomie XIX i XX wieku przez bankiera i kolekcjonera Ernesta Thiela. Budynek galerii zaprojektował architekt Ferdynand Boberg.
Thielska galleriet jest poświęcona sztuce i architekturze szwedzkiej i stanowi jedną z najcenniejszych kulturalnych skarbnic Sztokholmu.

## Historia
W świecie finansjery Ernest Thiel uchodził za oryginała. Gustował on zwłaszcza w dziełach artystów zrzeszonych w związku artystów Konstnärsförbundet, założonego w 1886 roku w celu przeciwstawienia się wpływowi tradycjonalistów z Akademii Sztuk Pięknych. W 1896 roku Thiel zakupił do swych zbiorów pierwsze, większe płótno, Poranny nastrój nad morzem Bruno Liljeforsa. W jego kolekcji znalazły się obrazy wszystkich najważniejszych szwedzkich malarzy, tworzących kolonię artystyczną w Grez-sur-Loing, jak: August Strindberg, Karl Nordström, Carl Larsson i Bruno Liljefors, a poza nimi obrazy Eugène’a Janssona, Andersa Zorna i księcia Eugeniusza a także rzeźby Axela Petersona i Christiana Erikssona. Z dzieł artystów obcych Thiel zakupił prace Edvarda Muncha, swojego dobrego znajomego. Kiedy w apartamentach Thiela zaczynało brakować miejsca, zlecił on architektowi Ferdynandowi Bobergowi wybudowanie odpowiedniej willi. Budynek galerii został zbudowany w latach 1904–1907. Inspiracja do projektu budynku, niepodobnego do innych willi Boberga na wyspie Djurgården, została zaczerpnięta ze sztuki orientalnej, z południa Europy i z późnej secesji. Mansardowy dach i wieża jest zostały ozdobione glazurowaną cegłą w kolorze zieleni hiszpańskiej. Budynek otacza wysoki, biały mur. Na parterze znajduje się salon, z którego okien rozpościera się widok na ogród. Dawna sypialnia na piętrze została zamieniona na galerię wystaw czasowych. Obok niej mieściła się kuchnia i pokoje dla służby. Prowadzące na drugie piętro schody zdobią ptaki pędzla Bruno Liljeforsa. Wysoko w suficie widnieją namalowane przez niego potężne bieliki. Na drugim piętrze znajdują się dwie duże sale z dziełami sztuki i ręcznie rzeźbionymi meblami. Kolejna mała klatka schodowa prowadzi do pokoju Muncha, oświetlonego światłem dziennym, wpadającym do środka przez szklany sufit. Z pokoju rozciąga się widok na inne sale wystawowe. Tak zwany pokój wieżowy zdobi jest szeroki, kolorowy fryz, wykonany przez artystę J.A.G. Acke i sztukateria autorstwa Bellio.
Podczas I wojny światowej Thiel stracił większą część swojego majątku. W 1924 roku państwo kupiło jego kolekcję zawierającą głównie dzieła twórców skandynawskich z przełomu XIX i XX wieku, a dwa lata później w jego willi otwarto galerię jego imienia. W ciągu swej historii budynek galerii był kilkakrotnie remontowany. Dawna kuchnia i część służbowa zostały w 1932 roku przebudowane na mieszkanie intendenta. Wtedy też dawne sypialnie włączono do części muzealnej. W 1958 roku galeria zyskała status państwowego zabytku architektonicznego (statligt byggnadsminne). Dzięki darowiźnie fundacji Knuta i Alice Wallenbergów w latach 1982–1983przebudowano część piwnicy na magazyn i warsztaty. W 1999 roku przywrócono fasadzie budynku dawny wygląd, a w latach 2004–2005 zarządca budynku, Statens fastighetsverk, dokonał jego kompleksowej renowacji.
Latem 2014 roku Nationalmuseum i Thielska galleriet podpisały z własnej inicjatywy umowę o współpracy między sobą. Współpraca została zainicjowana wokół wspólnych funkcji, przede wszystkim administracji oraz usług w zakresie zarządzania i ochrony zasobów, marketingu i tym podobnych, ale muzea będą również działać w celu ułatwienia wypożyczania między sobą dzieł sztuki z własnych kolekcji. Thielska galleriet jest muzeum sztuki prowadzonym przez fundację należącą w całości do państwa, ze stosunkowo niewielkim wsparciem, mającą wyjątkową kolekcję sztuki szwedzkiej i skandynawskiej. Nationalmuseum jest z kolei agencją rządową i największym w Szwecji muzeum sztuki z kolekcją od renesansu do współczesności, prowadzącym działalność kulturalną w wielu dziedzinach.

## Zbiory
W zbiorach znajdują się prace takich artystów jak: Bruno Liljefors, Edvard Munch, Carl Larsson, August Strindberg Anders Zorn, Hjalmar Söderberg, Richard Bergh i Axel Törneman. Są tu również prace Paula Gauguina i Henriego de Toulouse-Lautreca. W jednym z pokoi wieżowych mieszczą się zbiory grafiki Edvarda Muncha i maska pośmiertna Friedricha Nietzschego. Budynek galerii i znajdujące się w nim zbiory tworzą malowniczą całość.
W Thielska galleriet znajduje się największa w Szwecji kolekcja dzieł sztuki Eugène’a Janssona. Są to zarówno niebieskawe obrazy przedstawiające zmierzch jak i słoneczne malowidła z wyobrażeniami nagich mężczyzn i tańczących żeglarzy. Jansson działał do około 1900 roku, a motywy do swych obrazów czerpał głównie z życia miejskiego w Sztokholmie. Należał do malarzy najbardziej cenionych przez Thiela, który całą ścianę w jednym z pokojów na piętrze przeznaczył wyłącznie na jego płótna.
W pagórkowatym parku znajdują się rzeźby między innymi Auguste’a Rodina, Tobiasa Sergela i Gustava Vigelanda. Urna z prochami Ernesta Thiela ozstala pogrzebana w skale pod rzeźbą Cień Rodina.

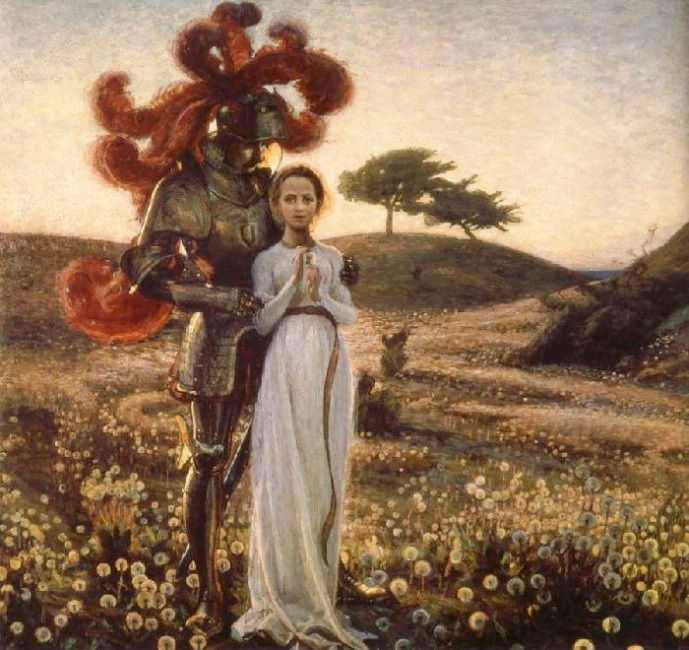
Richard Bergh, Rycerz i panna, 1897
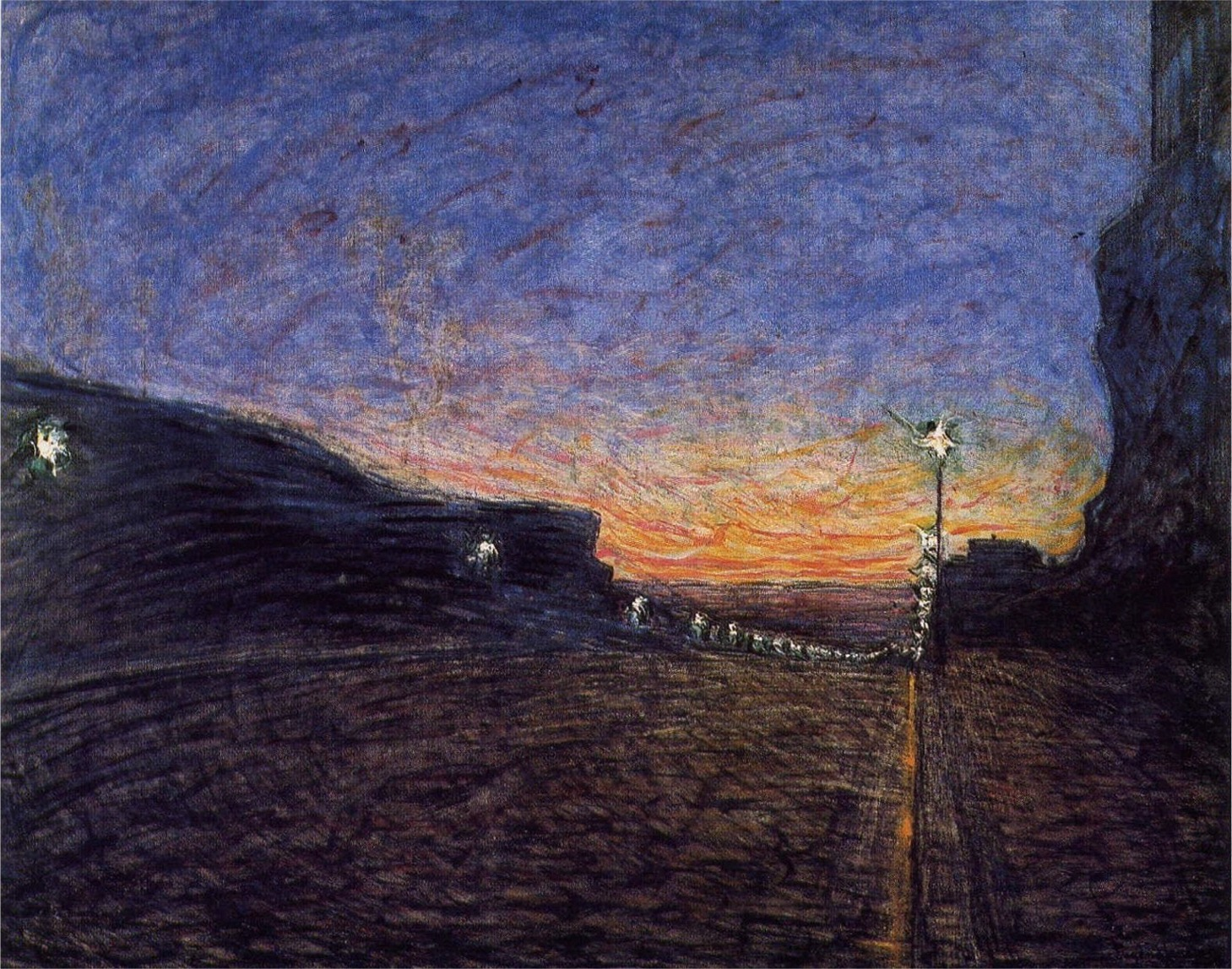
Eugène Jansson, Hornsgatan,1902
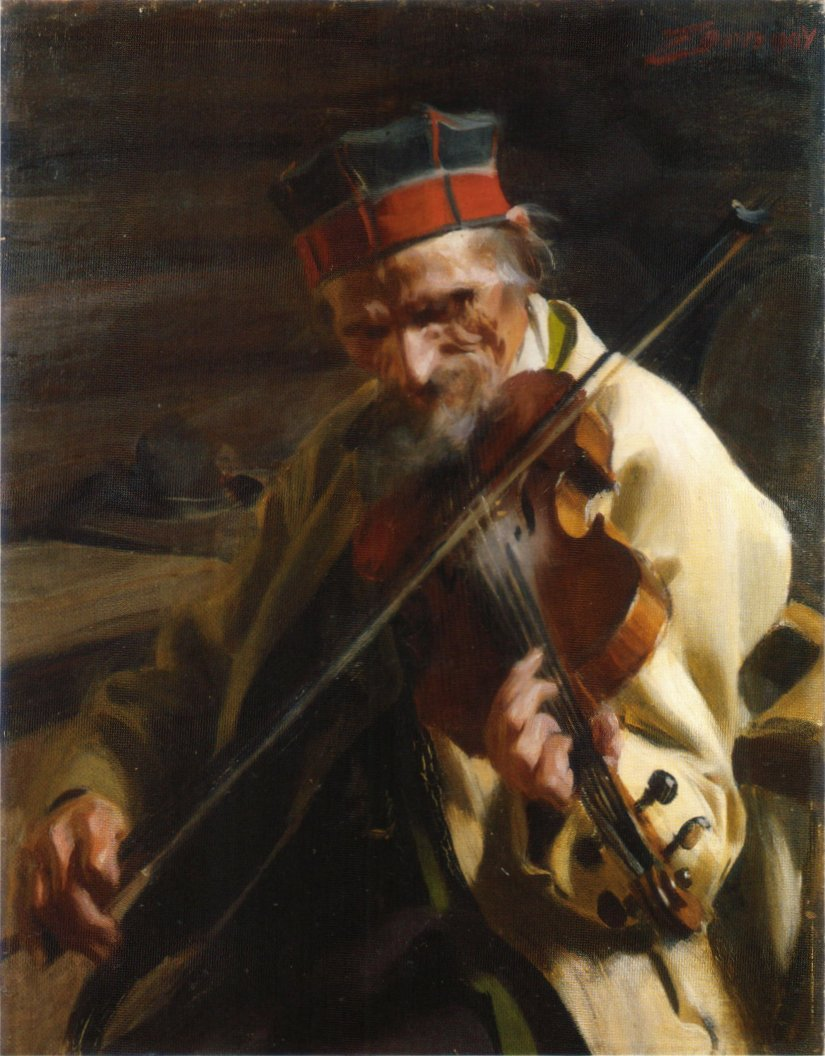
Anders Zorn, Hins Anders, 1904
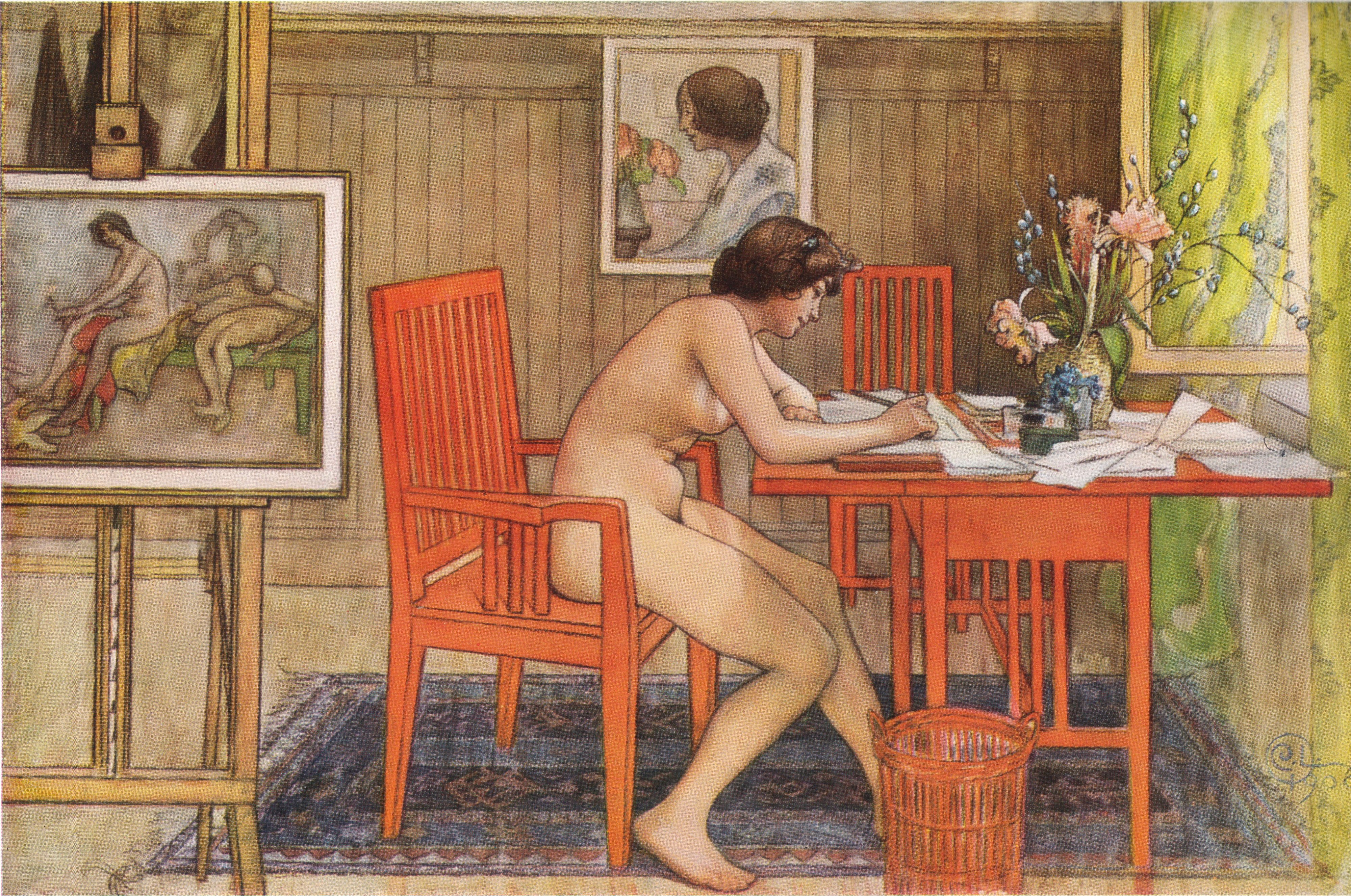
Carl Larsson, Modelka pisząca pocztówki (akwarela), 1906
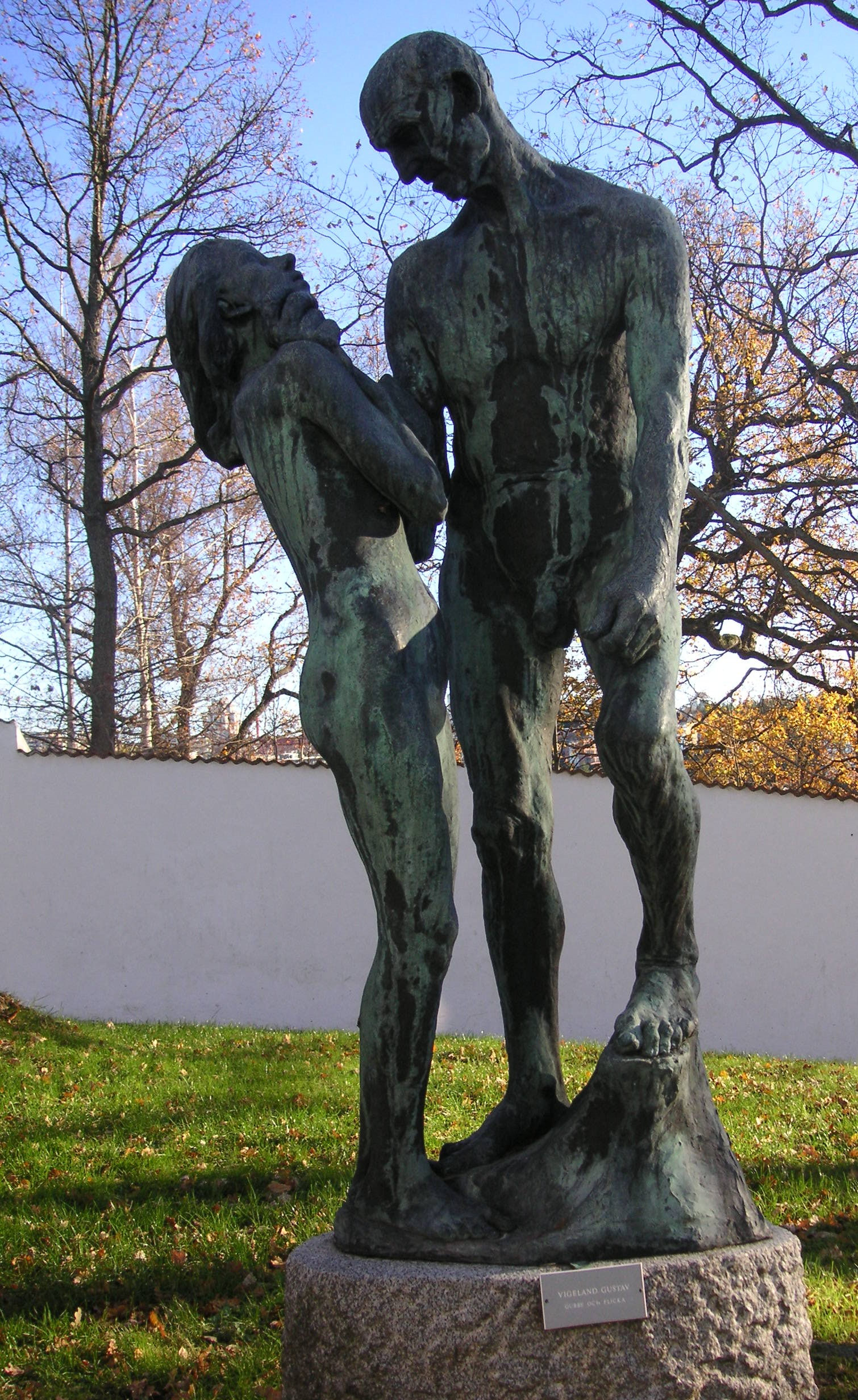
Gustav Vigeland, Chłopak i dziewczyna